# Mauricio Alvarado
Mauricio Alvarado (ur. w XX wieku) – kostarykański strzelec, olimpijczyk. 
Brał udział w igrzyskach olimpijskich w 1980 (Moskwa). Wystartował w dwóch konkurencjach: zajął 38. miejsce w konkurencji karabinu małokalibrowego w trzech postawach z odl. 50 metrów, a w konkurencji karabinu małokalibrowego leżąc (z tej samej odległości) uplasował się na 54. miejscu. 

## Wyniki olimpijskie
| Igrzyska | Konkurencja                               | Wynik | Miejsce    | Źródło |
| -------- | ----------------------------------------- | --- | ---------- | ------ |
| IO 1980  | Karabin małokalibrowy leżąc, 50 m         | 560 punktów (96-94-94-94-93-89) | 54 (na 56) | [ 1 ]  |
| IO 1980  | Karabin małokalibrowy, trzy postawy, 50 m | 1057 punktów Postawa leżąca – 385 punktów (96-94-96-99) Postawa klęcząca – 345 punktów (84-90-86-85) Postawa stojąca – 327 punktów (86-75-87-79) | 38 (na 39) | [ 2 ]  |